# August Holder

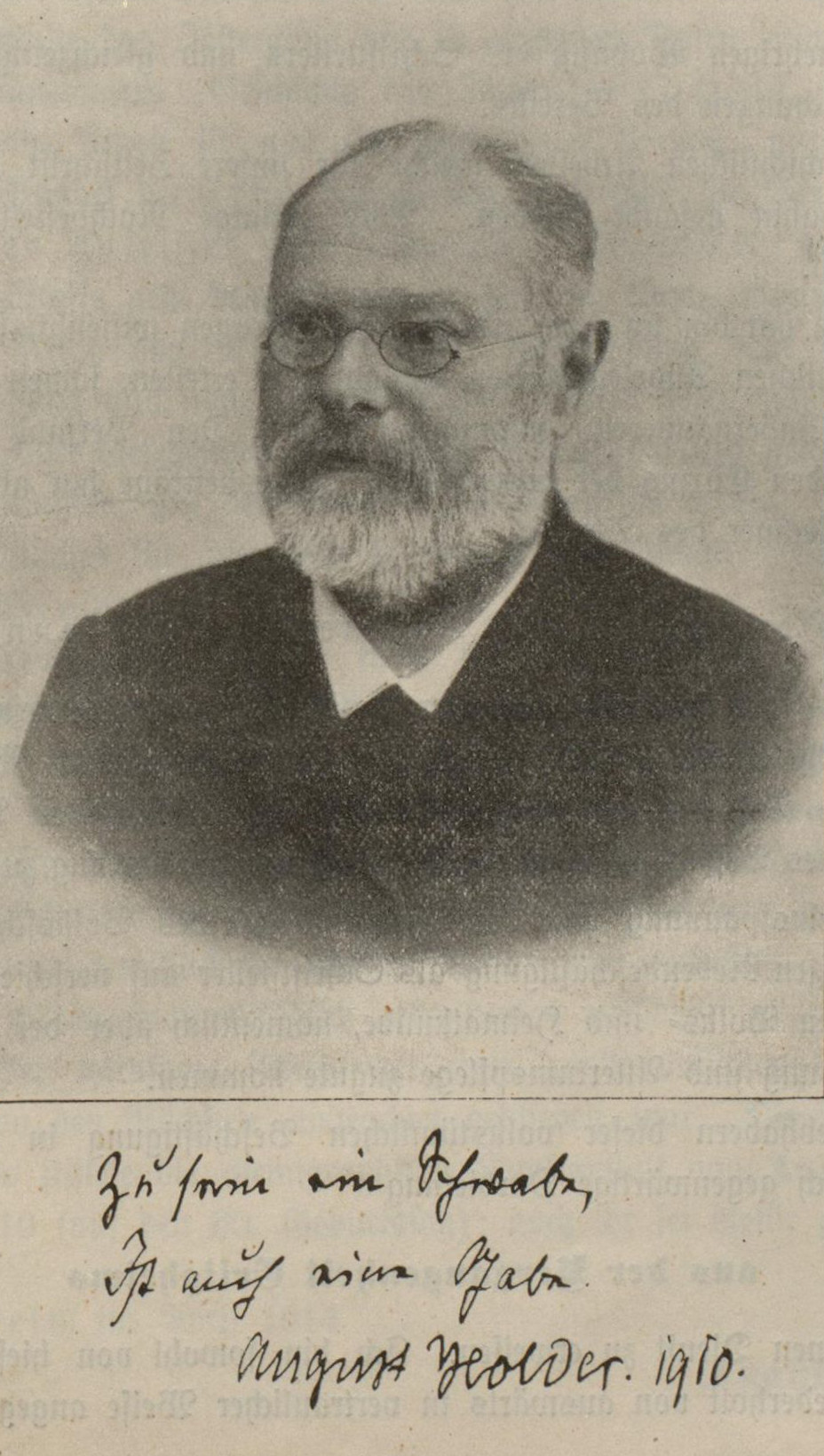
August Holder, 1910

August Friedrich Nathanael Holder (* 3. August 1850 in Kohlberg, Württemberg; † 17. Juni 1918 in Kirchheim am Neckar) war ein deutscher Lehrer, Literaturhistoriker und Lokalhistoriker.

## Leben
August Holder, Sohn eines Volksschullehrers, schlug die gleiche Laufbahn wie sein Vater ein und wurde ab 1865 in der Präparandenanstalt Nürtingen, von 1867 bis 1868 am Seminar Nürtingen und von 1868 bis 1870 am Seminar Esslingen zum Lehrer ausgebildet. Er war als Volksschullehrer in Neuffen, Uhlbach und seit 1876 in Winzerhausen tätig.
Ab 1871 veröffentlichte Holder zahlreiche Artikel und Rezensionen in landesgeschichtlichen, volkskundlichen und sprachhistorischen Zeitschriften, ab 1880 auch Bücher. Sein erstes Buch war ein geschichtliches Werk über den Wunnenstein, das größtenteils auf zuvor erschienenen Werken anderer Autoren aufbaute und von Holder um zwei von ihm aufgespürte Sagen ergänzt wurde. Mit seiner Monographie Die Ortschroniken legte er danach 1886 ein theoretisches Fundament für seine langjährige Praxis der Lokalgeschichtsschreibung vor, mit dem er sich auch in den Historikerstreit zwischen Reichs- und Lokalhistorikern einmischte.
Holders literarisches und ortsgeschichtliches Engagement war nicht von allen Seiten gerne gesehen. Insbesondere der Pfarrer Heintzeler von Winzerhausen, dem Holder als Organist und Kantor zur Seite stand, äußerte sich bereits in den 1880er Jahren kritisch über Holders Einmischung in das gesamte Dorfleben und einen „ungesunden Einfluss“ auf die Schüler. Nachdem er 1893 in eine Lehrerstelle nach Erligheim gewechselt war, musste Holder sich noch in einem Prozess wegen einer anonymen Beleidigung gegen den Winzerhauser Pfarrer verteidigen. Seine autobiographische Schrift Die schlimmsten Erfahrungen meines Lebens von 1894 berichtet unter anderem davon.
Unterdessen hatten sich die Hauptgebiete seiner schriftstellerischen und herausgeberischen Tätigkeit auf die schwäbische Literaturgeschichte und die schwäbische Mundart verlagert. Er gab  u. a. Werke von Johannes Nefflen und Gottlieb Wilhelm Rabener heraus und galt zudem als gewandter Mundart-Rezitator. Holder war 1899 auch Gründer des Zabergäuvereins und Herausgeber von dessen landeskundlicher Zeitschrift. 1911 verfasste er im Auftrag von Robert Vollmöller, dem Besitzer der Burg Hohenbeilstein, das Werk Hohenbeilstein in der Geschichte. 1914 wurde ihm anlässlich seiner Pensionierung die Verdienstmedaille des Kronordens für sein schriftstellerisches Wirken verliehen. Ihm Ruhestand lebte er in Kirchheim am Neckar, wo er auch begraben wurde.
August Holder war verheiratet mit der Winzerhauser Gastwirtstochter Luise Pauline Ziegler. Der Ehe entsprangen die beiden Töchter Emma (* 1877) und Bertha (* 1878).

## Werke (Auswahl)
- Der Wunnenstein. Geschichte, Tradition und Sage. 1880, 4. Auflage 1882.
- Die Ortschroniken, ihre kulturgeschichtliche Bedeutung und pädagogische Verwertung. 1886.
- Das Weinkraut. 1892.
- Die schlimmsten Erfahrungen meines Lebens. 1894.
- Geschichte der schwäbischen Dialektdichtung. Heilbronn 1896 (Digitalisat).
- Wunnensteingegend. 1887.
- Das Weinkraut, sein Anbau im deutschen Boden und seine volkswirtschaftliche Zukunft. Regensburg 1892.
- Johann Rudolf Fischer. Ueber sein Leben und Abdruck der Tragödie [Deß Teuffels Tochter]. in: Bayerns Mundarten. Beiträge zur deutschen Sprach- und Volkskunde, hrsg. v. 0. Brenner u. A. Hartmann. Band I, 1892.
- Marbach und das Bottwartal. 1897.
- Das alte Faustbuch. Auf Grund der Ausgaben von 1587, 1599 und 1674 und anderer Quellen jener Zeit in neuer (sachlicher) Anordnung der Sagen bearbeitet und herausgegeben. 1907 (Holder firmiert nur als Herausgeber, das Buch ist aber eher eine freie Bearbeitung des Faust-Volksbuchs durch Holder).
- Hohenbeilstein in der Geschichte. Stuttgart 1911.

### Herausgeberschaft
- Johannes Nefflen: Werke. 1888.
- Gottlieb Wilhelm Rabener: Werke. Auswahl. (= Bibliothek der Gesamt-Litteratur des In- und Auslandes; 217/219), 1888.
- Johannes Nefflen: Schwäbischer Feierabend. 1890.
- Johann Rudolf Fischer: Letste Weltsucht und Teuffelsbruot. 1891.
- Alleweil vergnüagt! Schwäbisches Vortrag- und Singbuch. 1899, 2. Auflage 1906.
- Liscows Werke. Auswahl. (= Bibliothek der Gesamt-Litteratur des In- und Auslandes; 1454/1456), 1901.
- Sagen und Geschichten. (= Württembergische Volksbücher; 1–2), 1905–1906.
- Lustige Geschichten aus Schwaben. (= Württembergische Volksbücher; 3–4), 1907–1908.
- Werke Johann Peter Hebels. in: Johannes Meyer: Aus der deutschen Literatur. Dichtungen in Poesie und Prosa ausgewählt für Schule und Haus. Band 4, 1908.

Zeitschriften:
- Mitteilungen des Zabergäuvereins. 1900–1901.
- Vierteljahrshefte des Zabergäuvereins. ab 1902.